# 善导堂
善导堂是上海的一座历史建筑，位于静安区巨鹿路709号，位于巨鹿路南侧，襄阳南路以西。
善导堂是天主教修会圣言会在上海等通商口岸城市所设立的帐房（办事处），神甫以德国籍居多。从19世纪到20世纪中叶，圣言会曾经在山东省、河南省、甘肃省乃至新疆等省传教，建立了阳谷教区、兖州教区、青岛教区、曹州教区、沂州教区、信阳代牧区、新鄉監牧區、兰州教区、西宁监牧区和新疆监牧区共10个教区，拥有20万教友。为支持传教事业，圣言会在上海等的租界内设立办事处，经营房地产、金融、证券等投资活动，为在内地的传教区提供传教经费。
上海善导堂设立于1924年，最初设于上海法租界中部的圣母院路（今瑞金一路）157号。1930年迁至上海法租界西北部的巨籁达路（Rue Ratard，今巨鹿路）西段的709号，拉都路（襄阳南路）以西，是一座古朴庄重的三层花园式建筑，卵石外墙，面积3886平方米。
1950年代，善导堂产权收归中华人民共和国国有，归上海市文化局使用，目前用作上海市社会文化管理处、上海市文化艺术档案馆。2015年，善导堂被列为第五批上海市优秀历史建筑，编号为JA-J-035-V。